# Isoxya stuhlmanni
Isoxya stuhlmanni là một loài nhện trong họ Araneidae.
Loài này thuộc chi Isoxya. Isoxya stuhlmanni được miêu tả năm 1895 bởi Friedrich Wilhelm Bösenberg & Lenz.